# Helsingborgs tennisklubb
Helsingborgs Tennisklubb (HTK) är en tennisklubb i Helsingborg bildad 1913. Klubbens damlag spelar i Elitserien och herrlaget spelar i Division 1.

## Verksamhet
Helsingborgs Tennisklubb drivs från Olympiahallen som man driver tillsammans med Helsingborgs Badmintonklubb genom Olympiastiftelsen. Föreningen har tagit flera lag SM-guld, åtskilliga individuella SM-segrar, individuella internationella framgångar samt Marcus Wallenbergs pris till bästa juniorklubb i Sverige vid två tillfällen. Damlaget låg 2012 på tredje plats i Elitseriens maratontabell, medan herrlaget låg på sjunde plats. Klubben har cirka 900 medlemmar och 550 spelare som deltar i regelbunden träning.

## Historik
Klubben bildades den 5 december 1913 under namnet Helsingborgs Lawn-Tennisklubb,  men tog sitt nuvarande namn 1958. Ursprungligen bedrevs spelet på två banor i Öresundsparken, men 1929 invigdes klubbens egna anläggning, Pålsjö Tennis invid Pålsjö skog, där man fick tillgång till tre grusbanor och en klubbstuga. För inomhusspelet användes till en början maskinhallen i Slottshagen, som stått kvar sedan Konst- och industriutställningen 1903. I och med att Idrottens hus togs i bruk 1957 flyttades inomhusverksamheten dit. År 1981 uppförde föreningen Olympiahallen i samarbete med Helsingborgs Badmintonklubb. Hallen innehåller 5 tennisbanor och 18 badmintonbanor. Samma år byggdes ytterligare två utomhusbanor vid Pålsjö. 
Bland de profiler som spelat i föreningen märks Torsten Johansson, Bengt Axelsson, Mikael Tillström, Lars-Anders Wahlgren, Ola Kristiansson, Filip Prpic, Ervin Eleskovic och Daniel Berta på herrsidan, samt  Cecilia Dahlman, Mari Andersson, Sofia Arvidsson och Johanna Larsson på damsidan.